# Кон, Сэмюэл
Сэмюэл Кон (англ. Samuel K. (Kline) Cohn, Jr.; род. 13 апреля 1949, Бирмингем, Алабама, США) — британский историк, медиевист.
Доктор философии (1978), профессор Университета Глазго (с 1995). Член Эдинбургского королевского общества (2015).

## Биография
Родился в семье врача. В 1969-70 гг. занимался в Лондонском университете; окончил Юнион-колледж (бакалавр, 1971). Получил магистерскую степень в Висконсинском университете в Мадисоне в 1972 году, и в 1978 году — степень доктора философии по истории Средневековья в Гарварде, под началом Дэвида Херлихи. В 1978-85 гг. ассистент-профессор, в 1985-86 гг. ассоциированный, с 1986 г. профессор истории. С 1995 года профессор истории Средневековья Университета Глазго. В 2008 году заслуженный приглашенный профессор медиевистики Калифорнийского университета в Беркли, в 2017 году именной приглашенный профессор (Federico Chabod Visiting Professor) в Милане. Почетный фелло IASH Эдинбургского ун-та. В особенности занимается двумя темами: народными восстаниями в Европе средневековья и раннего Нового времени, и историей чумы и других болезней с древности до наших дней.
Опубликовал более 100 статей.
Публиковался в Studi Storici, Les Annales, The American Historical Review, English Historical Review, Past & Present, Economic History Review, The Quarterly Journal of Medicine и др.
Опубликовал более 10 книг (тринадцать монографий), редактор трех томов. Работал над книгой Popular Protest and Ideals of Democracy in Late Renaissance Italy, она вышла 30.12.2021.
Книги
- The Black Death Transformed: Disease and Culture in Early Renaissance Europe (Oxford University Press, 2002) Рецензия
- Popular protest in late medieval Europe: Italy, France, and Flanders (Medieval Sources Series. Manchester University Press, 2004)
- Lust for Liberty: The politics of Social Revolt in Medieval Europe, 1200—1425 (Harvard University Press, 2006)
- Cultures of Plague: Medical Thinking at the End of the Renaissance (Oxford University Press, 2010)
- Popular Protest in Late Medieval English Towns (Cambridge University Press, 2012)
- Epidemics: Hate & Compassion from the Plague of Athens to AIDS (Oxford University Press, 2018)